# 폭시 브라운 (영화)
폭시 브라운(Foxy Brown)은 미국에서 제작된 잭 힐 감독의 1974년 액션, 범죄, 스릴러 영화이다. 팜 그리어 등이 주연으로 출연하였고 버즈 파이트션스 등이 제작에 참여하였다.

## 출연

### 주연
- 팜 그리어
- 안토니오 파가스

### 조연
- 피터 브라운
- 테리 카터
- 해리 홀콤브
- 시드 헤이그
- 주아니타 브라운
- 봅 마이너
- 토니 조르지오
- 프레드 러너
- H.B. 해거티
- 보이드 모건
- 잭 베르나르디
- 로버트 내드더
- 브렌다 비너스
- 킴벌리 하이드
- 존 세더
- 에스더 서덜랜드
- 지니 엡퍼
- 헬렌 볼
- 콘래드 바흐먼
- 러스 그리브
- 돈 가자니가
- 게리 라이트
- 프레드 머피
- 에드워드 크로스
- 샤론 켈리
- 캐스린 로더

## 제작진
- 배역: 베티 마틴